# Wolfgang Achtner
Wolfgang Achtner (* 2. September 1957 in Weyer, Oberlahnkreis; † 31. Oktober 2017 in Gießen) war ein deutscher evangelischer Theologe. Er war eine Schlüsselfigur beim Dialog zwischen der Wissenschaft und der Religion in Deutschland.

## Leben
Achtner befasste sich während seines Studiums der evangelischen Theologie an den Universitäten in Mainz, Göttingen und Heidelberg mit den Bereichen Systematische Theologie und dem Alten Testament. Seine Dissertation konzentrierte sich auf den Dialog zwischen Wissenschaft und Religion im Werk des schottischen Theologen Thomas F. Torrance. Nach seiner Promotion erhielt er ein Forschungsstipendium für ein Jahr an der Universität Heidelberg. In dieser Zeit übersetzte er sein Werk Dimensionen der Zeit... in die englische Sprache.
In seiner Zeit als Pfarrer einer Gemeinde in Mainz erwarb Achtner noch einen Master in Mathematik. Während eines Sabbaticals in den Jahren 1999/2000 war er am Princeton Theological Seminar der Presbyterian Church (U.S.A.) in Princeton (New Jersey). Seit dem Jahre 2000 war Achtner Pfarrer der evangelischen Studentengemeinde an der Justus-Liebig-Universität in  Gießen sowie Privatdozent. An der Johann Wolfgang Goethe-Universität Frankfurt am Main war er gleichzeitig Privatdozent für Systematische Theologie am Fachbereich Evangelische Theologie. Zum 1. Februar 2013 wurde er an der Universität Gießen zum außerplanmäßigen Professor ernannt.
Achtner gewann ein Stipendium für The John Templeton Seminars on Science and Christianity. Er war Mitglied der Evangelischen Akademie Arnoldshain in Arnoldshain im Taunus.
Im Alter von 60 Jahren starb Wolfgang Achtner am 31. Oktober 2017 an den Folgen eines Herzinfarkts.

## Werke (Auswahl)
- Physik, Mystik und Christentum. Eine Darstellung und Diskussion der natürlichen Theologie bei T. F. Torrance. Lang, Frankfurt am Main 1991, ISBN 3-631-44364-1.
- Die Chaostheorie. Geschichte, Gestalt, Rezeption. Evangelische Zentralstelle für Weltanschauungsfragen, Berlin 1997. (EZW-Texte Nr. 135)
- Mit Stefan Kunz und Thomas Walter: Dimensionen der Zeit: Die Zeitstrukturen Gottes, der Welt und des Menschen. Primus Verlag, Darmstadt 1998, ISBN 3-89678-078-6.
  - Ins Englische übersetzt von Achtner: Dimensions of Time: The Structures of the Time of Humans, of the World and of God. W. B. Erdmanns Publishers, Cambridge (England) 2002, ISBN 0-8028-4998-9.
- Gott, Geist, Gehirn: Religiöse Erfahrungen im Lichte der neuesten Hirnforschung. Haag + Herrchen, Frankfurt am Main 2005, ISBN 3-89846-356-7. (Band 133 der Arnoldshainer Texte)
- Künstliche Intelligenz und menschliche Person. Elwert Verlag, Marburg 2006, ISBN 3-7708-1289-1. (Marburger Theologische Studien, Band 91)
- Vom Erkennen zum Handeln: Die Dynamisierung von Mensch und Natur im ausgehenden Mittelalter als Voraussetzung für die Entstehung naturwissenschaftlicher Rationalität. Vandenhoeck & Ruprecht, Göttingen 2008, ISBN 978-3-525-56983-2.
- Willensfreiheit in Theologie und Neurowissenschaften. Ein historisch-systematischer Wegweiser. Wissenschaftliche Buchgesellschaft, Darmstadt 2010, ISBN 978-3-534-23508-7.[2]
- mit Stefan Kunz und Thomas Walter: Dimensionen der Zeit: Die Zeitstrukturen Gottes, der Welt und des Menschen. Wissenschaftliche Buchgesellschaft, Darmstadt 2012, ISBN 978-3-534-24803-2.
- Sprachbilder und Bildersprache bei Meister Eckhart und in seiner Zeit, Meister Eckhart-Jahrbuch Nr. 9, Kohlhammer, Stuttgart 2015, ISBN 978-3-17-029812-5.